# Baron Badlesmere

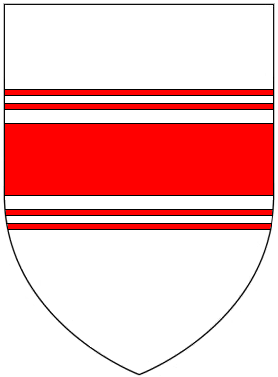
Wappen des Baron Badlesmere

Baron Badlesmere war ein erblicher britischer Adelstitel in der Peerage of England.

## Verleihung
Der Titel wurde am 26. Oktober 1309 als Barony by writ von König Eduard II. für Bartholomew de Badlesmere geschaffen, indem dieser per Writ of Summons ins königliche Parlament berufen wurde.
Der 1. Baron begehrte im Despenser War gegen den König auf. 1322 wurde er gefangen genommen, hingerichtet, seine Ländereien eingezogen und sein Titel ihm aberkannt. Sein Sohn erreichte 1328 die Wiedereinsetzung in den Titel als 2. Baron und 1333 auch die Rückgabe der Ländereien. Bei dessen Tod 1338 fiel der Titel in Abeyance zwischen seinen vier Schwestern bzw. deren Nachkommen.

## Liste der Barone Badlesmere (1309)
- Bartholomew de Badlesmere, 1. Baron Badlesmere (1275–1322) (Titel 1322 verwirkt)
- Giles de Badlesmere, 2. Baron Badlesmere (1314–1338) (Titel 1328 wiederhergestellt; Titel abeyant 1338)